# Beppe Cardile
Giuseppe Cardile, detto Beppe (Firenze, 11 aprile 1942), è un musicista, cantautore e chitarrista italiano, noto prevalentemente verso la metà degli anni sessanta, quando partecipò al Festival di Sanremo 1965.

## Biografia
Cardile inizia a prendere lezioni di solfeggio dal maestro Giulio Compare di Livorno e all'età di quattordici anni inizia ad esercitarsi alla chitarra, elettrificata artigianalmente; scrive così la sua prima canzone, Occhi di cielo (che inciderà successivamente nel suo primo singolo).
Con alcuni amici coetanei livornesi comincia ad esibirsi a Livorno con un complesso denominato I cinque diavoli, riscuotendo i primi successi in ambito locale. Fonda poi nel 1959 il gruppo de I Samurai.
Con i Samurai, Cardile si esibisce alla Bussola, al Club 84 di Roma e in molti altri prestigiosi locali di quel tempo. Incide il suo primo disco con i Samurai nel 1961, diretto da Tony De Vita.

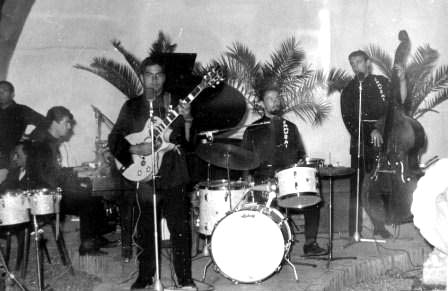
Beppe Cardile come bandleader de I Samurai (1960)

Nel 1964 partecipa con la Durium ad Un disco per l'estate con la sua Ho un grande desiderio, ottenendo un buon successo; per qualche tempo diventa voce solista dei Peos, con cui non incide nulla ma effettua alcuni concerti.
Nel 1965 è tra i partecipanti del Festival di Sanremo con L'amore è partito, in coppia con Anita Harris. Il brano, che non si qualifica per la serata finale, viene inciso da Franco Battiato per il suo debutto discografico. Nello stesso anno Cardile è fra gli interpreti del film musicarello di Tullio Piacentini Questi pazzi, pazzi italiani.
Nel 1966 partecipa al Festival delle Rose, arrivando secondo e battendo artisti quali Gianni Morandi e Paul Anka.
Traduce in italiano i testi del Let Kiss, un ballo in voga in quel periodo, e compone per altri canzoni di successo come Oggi sono tanto triste, best seller degli anni sessanta.
Dirige l'orchestra e recita in una tournée teatrale con Walter Chiari, Iva Zanicchi e Tony Renis nel 1973. L'anno dopo è l'impresario di Raffaella Carrà, con la quale effettua circa 90 serate in tutta Italia.
In seguito apre a Milano locali notturni come Il Patuscino in Brera, il Bibesco (trampolino di lancio per il duo Zuzzurro e Gaspare) e il Burlesque, nel quale lancia personaggi come Gianluca Guidi, Aldo Giovanni e Giacomo, Giobbe Covatta, Massimo Ceccherini, Raul Cremona, il mago Forest ed altri.
È autore di romanzi polizieschi ambientati in suggestive località (Lipari, Milano) e nella sua città d'adozione, Livorno, e distribuiti su internet nel formato e-text, oltre che in formato cartaceo..
Sposato in seconde nozze con la giornalista Maria Grandori, vive dividendosi fra Milano e Lipari. Di rado ritorna nella sua città di adozione, Livorno, che ama moltissimo e in cui ha vissuto infanzia, adolescenza, studi classici e primi successi musicali.

## Discografia

### Singoli
- 1961: Da-da-un-pa/La Novia (Italdisc, DG 453; con I Samurai)
- 1963: Occhi di cielo/Per piacere (Circus, CN A 9074)
- 1963: Il tempo passa/Quando piove (Circus, CN A 9090)
- 1964: Ho un grande desiderio/Mi ricordo (Durium - Serie Circus, CN A 9109)
- 1964: I giorni del sole/Quello che dicono gli altri (Durium - Serie Circus, CN A 9114)
- 1964: E ora che faccio/Un piccolo vagabondo (Durium - Serie Circus, CN A 9135)
- 1965: L'amore è partito/Felicità (Durium - Serie Circus, CN A 9144)
- 1965: I giorni del sole/Occhi di cielo (Durium - Serie Circus, CN A 9161)
- 1965: Non finirà/Nel regno dell'amore (Durium - Serie Circus, CN A 9181; con I Volti)
- 1966: Voi che siete amici suoi/Lascia il tuo mondo (Durium - Serie Circus, CN A 9201)
- 1966: Tutti vanno via/Lei tornerà (Durium - Serie Circus, CN A 9212)
- 1969: Sole non tramontare/Quello là (Variety, FNP-NP 10125; con I Voo Doo)
- 1974: Stiamo insieme stasera/Primavera sanremese (Variety, FNP-NP 10213)

### Album
- 1964: Beppe Cardile (Durium, serie Circus), CR Pr 30-085 con le orchestre di Giampiero Boneschi, Gianfranco Intra, Gian Piero Reverberi

### Partecipazioni
- 2003: Beat and pop (On Sale Music, 52-OSM-065; Cardile è presente con Quello là, eseguito con I Voo Doo

## Discografia fuori dall'Italia
Album
- 1967: Beppe Cardile (Fermata, FB 96; pubblicato in Brasile)

EP
- 1965: Felicità/E ora che faccio?/Nel regno dell'amore/Non finirà (Electrecord, EDC 705; pubblicato in Romania)

Singoli
- 1965: L'amore è partito/Felicità (Fermata, FB 3391; pubblicato in Brasile)